# Euxoa redimicula
Euxoa redimicula är en fjärilsart som beskrevs av Morrison 1874. Euxoa redimicula ingår i släktet Euxoa och familjen nattflyn. Inga underarter finns listade i Catalogue of Life.